# Miasto Bydgoszcz

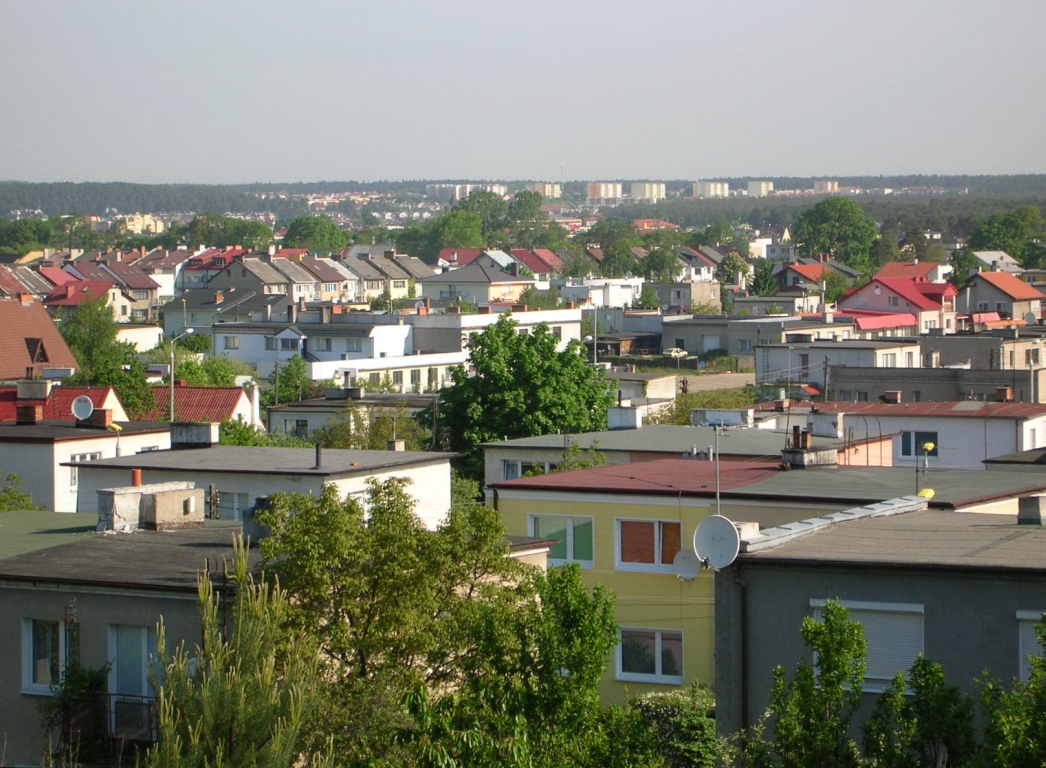
Obszary zabudowy jednorodzinnej na Miedzyniu

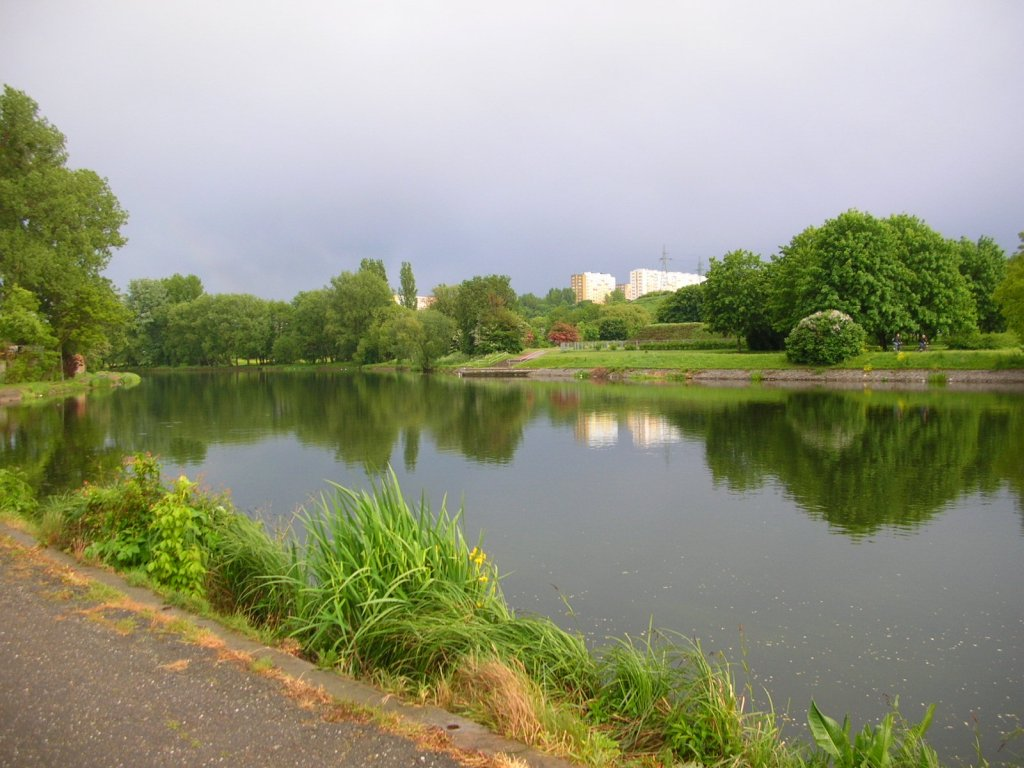
Dolina Miejska Brdy

Miasto Bydgoszcz (315.353) – mikroregion fizycznogeograficzny, stanowiący część mezoregionu Kotliny Toruńskiej.

## Położenie
Mikroregion zajmuje większą część Bydgoszczy, w obszarze intensywnego zainwestowania miejskiego, a także fragment gminy Białe Błota z lasem miedzyńskim.
Z powodu rozdzielenia doliną Brdy oraz krawędzią wysokiej terasy pradolinnej (Zbocze Bydgoskie), wydziela się części:
- Miasto Bydgoszcz Północne (315.353.01) – jednostki urbanistyczne leżące na tzw. Dolnym Tarasie miasta, m.in. Stare Miasto, Śródmieście, Bocianowo, Okole, Bielawy, Skrzetusko, Zawisza, Leśne, Bartodzieje, Bydgoszcz Wschód, Siernieczek, Babia Wieś, Zimne Wody, Brdyujście, Fordon dolny taras, fragment Czyżkówka, Jachcic, Flisów, Osowej Góry, Prądów, Miedzynia, Jarów, Wilczaka, Kapuścisk;
- Miasto Bydgoszcz Południowe (315.353.02) – jednostki urbanistyczne leżące na tzw. Górnym Tarasie miasta, m.in. Błonie, Szwederowo, Górzyskowo, Bielice, Biedaszkowo, Lotnisko, Glinki, Wzgórze Wolności, Wyżyny, Czersko Polskie, fragment Prądów, Miedzynia, Jarów, Wilczaka, Kapuścisk;
- Dolina Miejska Brdy (315.353.03) – strefa przybrzeżna Brdy w obrębie trzech najniższych teras rzecznych.

## Charakterystyka
Mikroregiony Miasto Bydgoszcz Północne i Południowe wykazują podobieństwo do Terasy Bydgoskiej, lecz różni je stopień zainwestowania miejskiego. Są to tereny płaskie lub nachylone w kierunku koryta Brdy, będące najniższym poziomem pradolinnego odpływu wód w czasie ostatniej fazy zlodowacenia bałtyckiego. Górną warstwę stanowią piaski o miąższości do kilkunastu metrów z przewarstwoeniami żwirów. Lokalnie na powierzchni występują iły plioceńskie, zaś generalnie w północnej części miasta występuje strefa płytkiego ich zalegania (do 4 m – Czyżkówko, Okole, Śródmieście, Bocianowo, Skrzetusko, Bielawy, Bartodzieje, Zimne Wody, Brdyujście). W związku z tym od końca XVIII wieku na terenie miasta powstało kilkanaście cegielni, które eksploatowały naturalne zasoby gliny. Wcześniej znane były w Rzeczypospolitej wyroby garncarskie rodem z Bydgoszczy i okolic, do których surowiec pozyskiwano na miejscu. Pierwsza cegielnia bydgoska powstała w XVII wieku, zaś w 1769 r. przy Wełnianym Rynku. W końcu XIX wieku było ich 16: przy śluzie Miejskiej (zał. 1792), na Babiej Wsi (1803), Okolu (ul. Nadrzeczna – 1810), Czyżkówku (ul. Siedlecka – 1820), przy ul. Langiewicza i Ludwikowo (I poł. XIX w.), na Grodztwie (rejon ronda Jagiellonów – 1840), Jarach i Czyżkówku (przed 1850), ul. Chodkiewicza (1876), Rycerskiej (1880), Szubińskiej 3 (1876), na Bartodziejach Wielkich (1886), Glinkach (1888), Czersku Polskim (1892), Prądach (1896). W 1938 r. istniało 8 cegielni, z których po II wojnie światowej użytkowano tylko cegielnię w Fordonie (zał. w 1860 r.) Pozostałością po wyrobiskach gliny są stawy, największe z nich to akwen przy moście fordońskim, przy ul. Rejewskiego, Balaton na Bartodziejach, stawy na Okolu, Glinkach, Prądach i inne.
Oba mikroregiony rozdziela Zbocze Bydgoskie (krawędź IX terasy pradolinnej) o wysokości względnej od 15 m na zachodnich rubieżach miasta do 40 m w rejonie Wisły. Mikroregion Miasto Bydgoszcz Południowe wznosi się na wysokości 67–71 m n.p.m., podczas gdy wysokość mikroregionu Miasto Bydgoszcz Północne wynosi od 55 m n.p.m. w rejonie Osowej Góry i Prądów do 50 m w Fordonie.
Główną cechą obszaru jest jego przekształcenie przez człowieka wskutek zmian w ukształtowaniu terenu, wyłączenia terenu z produkcji w znaczeniu ekologicznym, zmian pokrywy glebowej, obniżenia poziomu wód gruntowych poprzez regulację odpływu powierzchniowego itp. Naturalna flora i fauna została zastąpiona przez zbiorowiska ukształtowane przez człowieka. Notowane są również zanieczyszczenia wód powierzchniowych, powietrza i gleb. Poszczególne czynniki wpływają na ukształtowanie lokalnego mikroklimatu (suchszego, cieplejszego), różniącego się od otaczających miasto terenów w stanie naturalnym.
W mikroregionie charakterystyczna jest koncentracja wielorodzinnej zabudowy mieszkaniowej w centrum miasta oraz w jego południowej (osiedla z wielkiej płyty) i wschodniej części (Fordon). W części zachodniej dominuje zabudowa jednorodzinna, a w części wschodniej zabudowa składowo-przemysłowa. Ze względu na powiązania funkcjonalne i przestrzenne w skład jednostki wchodzą także Białe Błota z obiektami przemysłowymi.
Nieco odmienny charakter posiada mikroregion Dolina Miejska Brdy, który obejmuje ujściowy odcinek rzeki Brdy i jej holoceńskiej doliny o długości ok. 15 km, w granicach trzech najniższych teras (zalewowe i nadzalewowe). Na powierzchni występują namuły mineralne, bądź mineralno-organiczne, zwłaszcza w ujściowym odcinku rzeki, w zakolach i strefie przybrzeżnej (20–50 m). Lokalnie występują torfy niskie. Charakterystyczną cechą jest płytkie występowanie iłów trzeciorzędowych pod niewielkiej miąższości warstwą piasków rzecznych (0,5-2,0 m). W związku z tym płytko zalegają również wody podziemne (1–2 m). Długie i intensywne użytkowanie spowodowało silne przekształcenia środowiska przyrodniczego poprzez zabudowę oraz powstawanie nasypów (warstw kulturowych oraz nasypów gruzowych i mineralnych) o miąższości dochodzącej do 6 m. W strefie przybrzeżnej Brdy zlokalizowane są liczne ogrody działkowe oraz tereny rekreacyjne (bulwary, planty nad Brdą). Miejscami odnowiła się roślinność naturalna w postaci łęgów olszowych i topolowych. W Brdyujściu, Siernieczku i Zimnych Wodach występuje zwarty kompleks lasu łęgowego.